# Статейное продвижение сайта
Статейное продвижение сайта — это размещение на сайте качественной текстовой информации, соответствующей определенной тематике и идентифицируемой роботами поисковых систем.
Популярность сайта во многом определяется размещенной на нем текстовой информацией. Именно она привлекает массу лояльных сайту людей и отлично идентифицируется роботами-поисковиками. Поэтому продвижение веб-ресурса качественным контентом — вернейший путь достижения онлайн-успеха.
Многие веб-мастеры считают статейное продвижение действенным современным SEO инструментом. Его применение предусматривает:
- наполнение ресурса востребованной, уникальной и релевантной поисковым запросам информацией;
- размещение на авторитетных тематических интернет-порталах полезных статей (либо их анонсов) с обратными — так называемыми «естественными» — ссылками на продвигаемый сайт.

Эффективность статейного продвижения определяется следующими факторами:
- максимальным доверием к веб-проекту как пользователей, так и роботов-поисковиков;
- долгосрочным пребыванием в ТОПе;
- должным качеством и количеством ссылочной массы;
- заметным нарастанием трафика с поисковиков

## Виды статейного продвижения
В зависимости способа создания контента различают следующие виды продвижения статьями:
- с помощью копирайтинга, то есть производства совершенно уникального содержимого (этот вариант самый кропотливый и дорогостоящий);
- посредством рерайтинга, или использования переработанного текстового материала, взятого из доступных источников (данный способ обойдется несколько дешевле предыдущего);
- путём наполнения ресурса переводами текстов, найденных на иностранных сайтах (может быть как дешевле, так и дороже копирайтинга);
- через помещение на сайте отсканированных текстов, почерпнутых из печатных средств информации (бесплатно, но есть риск быть уличенным в плагиате);
- при помощи простого копирования чужих статей с различных web-источников (бесплатно, но едва ли эффективней банального текстового мусора).

## Способы продвижения статьями

### 1. Бесплатные
Публикации собственных постов на своем блоге/сайте и распространение их (или их анонсов) на различных внешних онлайн-ресурсах. Последнее осуществляется с помощью бесплатных статейных каталогов с соблюдением их требований.
Плюсы:
- уникальный контент, созданный своими силами, привлечет наибольшее число пользователей, который найдут интересующую их информацию только на продвигаемом веб-проекте;
- значительно увеличатся пузомерки и расширится объем траста.

Минусы:
- предполагает трудоемкую и кропотливую работу;
- результаты дают себя знать не так скоро, как хотелось бы;
- бесплатные каталоги со временем могут закрыться

### 2. Платные
Суть этого продвижения заключается в покупке статей на биржах контента, размещение их — через соответствующие биржи — на чужих площадках.
Плюсы:
- наиболее быстрый и бесхлопотный путь в ТОП;
- сэкономленное время тратится на другие способы продвижения, в частности на мониторинг позиций проекта;
- качество трафика, достигнутого за счет текстов, помещенных на авторитетных сторонних ресурсах, будет достаточно высоким, а конверсия — систематической.

Минусы:
- непросто найти добросовестного постоянного копирайтера или рерайтера;
- создание оригинального содержимого, как и размещение его на трастовых сайтах, потребует немалых средств.